# Kuuttinki
Kuuttinki är en ö i Finland. Den ligger i Finska viken och i kommunen Fredrikshamn i den ekonomiska regionen  Kotka-Fredrikshamn i landskapet Kymmenedalen, i den södra delen av landet. Ön ligger nära Kotka och omkring 120 kilometer öster om Helsingfors.
Öns area är 50,1 hektar och dess största längd är 1,4 kilometer i sydväst-nordöstlig riktning. Ön höjer sig omkring 15 meter över havsytan.